# Balte
Balte är ett samhälle i Bosnien och Hercegovina.   Det ligger i entiteten Republika Srpska, i den centrala delen av landet, 130 kilometer nordväst om huvudstaden Sarajevo. Balte ligger 326 meter över havet och antalet invånare är 165.
Terrängen runt Balte är kuperad.Runt Balte är det ganska tätbefolkat, med 67 invånare per kvadratkilometer.. Närmaste större samhälle är Banja Luka, 12,8 kilometer norr om Balte.
Omgivningarna runt Balte är en mosaik av jordbruksmark och naturlig växtlighet.